# Billy McPhail
Pour les articles homonymes, voir McPhail.
William S. McPhail dit Billy McPhail (né le 2 février 1928 à Glasgow et mort le 4 avril 2003 dans la même ville) était un footballeur écossais des années 1940 et 1950.

## Biographie
Billy commença sa carrière à dix-sept ans avec Queen's Park en tant qu'attaquant. Jusqu'en 1947, il joua douze matchs pour deux buts inscrits en six saisons. Il fut transféré à Clyde, où il joua de 1947 à 1956, remportant une deuxième division écossaise en 1952 et une coupe d'Écosse en 1955. Il signa dans le club de son frère (John McPhail), au Celtic Glasgow, avec qui il remporta deux coupes de la Ligue écossaise de football en 1957 et en 1958. Il est connu pour avoir inscrit en finale de la coupe de la ligue écossaise 1956-1957, contre le grand rival, les Glasgow Rangers, un triplé (53e, 67e et 80e minutes), ce qui permit d'atomiser le rival 7 buts à 1. Ce match est raconté dans le chant des supporters du Celtic, dans Hampden in the Sun. Il arrêta sa carrière en 1958. Il décéda en 2003 de la maladie d'Alzheimer.

### Chanson rendant hommage
Cette finale est gravée dans la chanson Hampden in the Sun (Hampden au septième ciel), racontant le détail du match qui est resté dans les mémoires des supporters du Celtic : 
Hampden in the Sun
Oh Hampden in the sun, Celtic 7 Rangers 1,
That was the score when it came time up, The Timalloys had won the cup.
I see Tully running down the line, He slips the ball past Valentine,
It's nodded down by 'Teazy Weazy', And Sammy Wilson makes it look so easy.
Chorus
I see Mochan beating Shearer, The League Cup is coming nearer,
He slams in an impossible shot, The Rangers team has had their lot.
Chorus
Over comes a very high ball, Up goes McPhail above them all,
The ball and Billy's head have met, A lovely sight the ball is in the net.
Chorus
Young Sam Wilson has them rocked, But unluckily his shot was blocked,
Then big Bill with a lovely lob, Makes it look such an easy job.
Chorus
Now here is Mochan on the ball, He runs around poor Ian McColl,
Wee George Niven takes a daring dive, But Smiler Mochan makes it number five.
Chorus
Down the middle runs Billy McPhail, With John Valentine on his tail,
With a shot along the ground, The cup's at Parkhead safe and sound.
Chorus
Here comes Fernie, cool and slick, He ambles up to take the kick,
He hits it hard and low past Niven, The Tims are in their Seventh Heaven.

## Carrière
- 1941–1947 :  Queen's Park
- 1947–1956 :  Clyde
- 1956–1958 :  Celtic FC

## Palmarès
- Championnat d'Écosse de football D2
  - Champion en 1952
- Coupe d'Écosse de football
  - Vainqueur en  1955
- Coupe de la Ligue écossaise de football
  - Vainqueur en 1957 et en 1958